# Berberis candidula
Bản mẫu:Primarysources
Berberis candidula là một loài thực vật thuộc họ Berberidaceae. Đây là loài đặc hữu của Trung Quốc.